# Maki Murakami

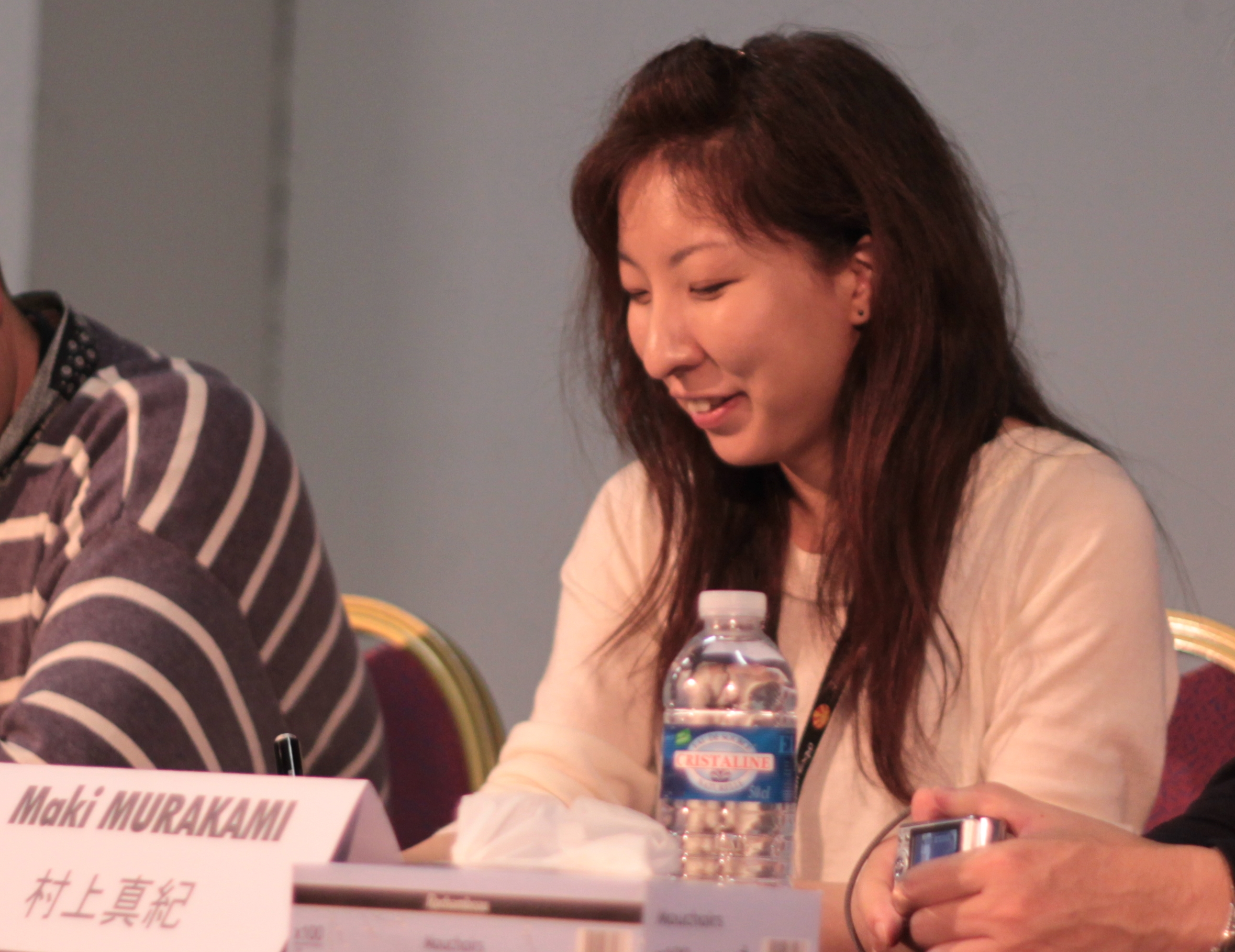
Maki Murakami (2010)

Maki Murakami (jap. 村上 真紀, Murakami Maki; * 24. Mai in Hokkaidō) ist eine japanische Manga-Zeichnerin.

## Leben
Ihr erstes Werk als professionelle Zeichnerin veröffentlichte sie im April 1995 mit der Kurzgeschichte Narushisuto no Higeki im Manga-Magazin Kimi to Boku, für das zu dieser Zeit unter anderem auch Tomoko Ninomiya und Momoko Sakura arbeiteten. Für das Magazin, das sich vorwiegend an eine weibliche Leserschaft richtete, schuf sie von November 2001 bis zur Einstellung des Magazins mit der Frühlings-Ausgabe 2001 ihr bislang erfolgreichstes Werk Gravitation. Die Manga-Serie, die ungefähr 2.200 Seiten in zwölf Sammelbänden umfasst, beschreibt die Liebesbeziehung zwischen einem Musiker und einem Schriftsteller. Der Boys-Love-Manga wurde als Anime-Fernsehserie und als Roman-Reihe umgesetzt. Nachdem die Zeichnerin Gravitation abgeschlossen bzw. abgebrochen hatte, brachte sie im Internet Dōjinshis mit expliziten Sexszenen zwischen den Figuren heraus.
Ungefähr 650 Seiten, die der Mag-Garden-Verlag auch in vier Sammelbänden publizierte, umfasst Murakamis Manga Gamerz Heaven!, der von 2002 bis 2004 im Comic Blade-Magazin erschien. Dieser richtet sich vorwiegend an eine jugendliche, männliche Leserschaft, lässt sich also der Shōnen-Gattung zuordnen. All ihre bis dahin veröffentlichten Werke waren vor allem für eine weibliche Zielgruppe entstanden. Gamerz Heaven! handelt von einem Videospiel-fanatischen Jugendlichen, der feststellt, dass ein Videospiel zur Realität geworden ist und er nun die Welt retten soll.
Seit 2006 arbeitet die Zeichnerin an Gravitation Ex, einer Fortsetzung von Gravitation. Diese erscheint zunächst im Magazin Genzo, das über das Internet veröffentlicht wird, und dann in Sammelbänden beim Gentōsha-Verlag.
Ihr Werk wurde unter anderem ins Deutsche, Englische, Französische, Norwegische, Spanische und Thailändische übersetzt.

## Werke
- Narcist no Higeki (ナルシストの悲劇, Narushisuto no Higeki), 1995
- Gravitation (グラビテーション, Gurabitēshon), 1995–2001
- Kimi no Unaji ni Kanpai! (キミのうなじに乾杯!), 2000–2001
- Gamerz Heaven! (ゲーマーズヘブン!, Gēmāzu Hebun), 2002–2004
- Gravitation Ex (グラビテーションEX, Gurabitēshon Ex), seit 2006

| Personendaten    | Personendaten               |
| ---------------- | --------------------------- |
| NAME             | Murakami, Maki              |
| ALTERNATIVNAMEN  | 村上真紀 (japanisch)        |
| KURZBESCHREIBUNG | japanische Manga-Zeichnerin |
| GEBURTSDATUM     | 24. Mai 20. Jahrhundert     |
| GEBURTSORT       | Hokkaidō, Japan             |